# Eben-Haëzerkerk (Beekbergen, 1960)
De Eben-Haëzerkerk was de kerk van de Gereformeerde Gemeente Beekbergen. Het kerkgebouw werd in 1960 gebouwd en werd op 1 december van dat jaar in gebruik genomen. Na de bouw werd de kerk twee keer grondig verbouwd, in 1975 en in 1989. De op 2 februari 1905 opgerichte kerkelijke gemeente maakte van 1914 tot 1960 gebruik van een nieuw kerkgebouw aan de Kromme Hoek. De kerkelijke gemeente telde 609 leden in 2020.  De naam Eben-Haezer wijst naar de gedenksteen die door de richter Samuel werd opgericht (Bijbel: 1 Samuel 7), en 'Steen der hulp' betekent. In 2020 werd het gebouw gesloopt om plaats te maken voor een nieuwe Eben-Haëzerkerk van de gemeente, die in 2021 gereed was.

## Ontwikkeling ledenaantal

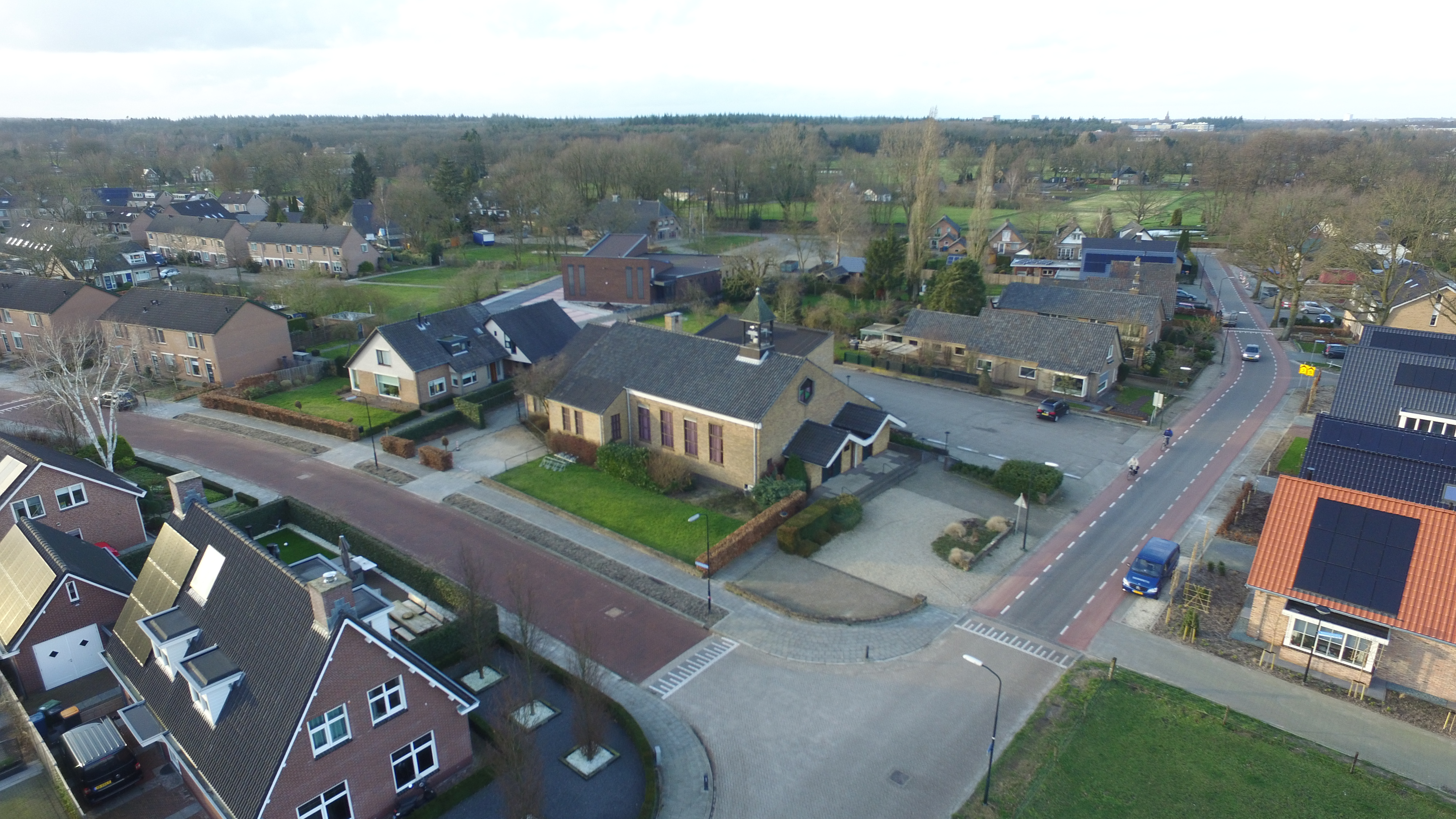
De kerk op 19 februari 2020, vlak voor de sloop

- 1945: 110
- 1950: 198
- 1960: 211
- 1970: 234
- 1980: 319
- 1990: 359
- De kerk op 19 februari 2020, vlak voor de sloop2000: 513
- 2010: 544
- 2015: 591
- 2020: 609

## Nieuwbouw
In 2017 werden plannen gemaakt om het kerkgebouw te moderniseren en uit te breiden. Dit bleek op de bestaande locatie niet meer mogelijk. Om die reden werd een ontwerp gemaakt om op hetzelfde perceel een nieuwe kerk te bouwen die moest voldoen aan de eisen van de tijd. In februari en maart 2020 vond de sloop van het gebouw plaats. Aansluitend werd begonnen met de bouw van het nieuwe kerkgebouw. Dit gebouw werd in maart 2021 opgeleverd.

## Orgel
Het orgel was in 1982 gebouwd en geplaatst door firma De Jongh uit Lisse. Dit orgel werd op 9 juli 1982 in gebruik genomen. Het orgel werd meegenomen naar de nieuwe kerk, en daar uitgebreid.

## Zalencentrum "De Akker"
In 2017 werd het pand van ML Sport & Snowcenter overgenomen, dat achter de kerk lag. Dit pand was tot het moment van overname in gebruik als sportschool en is na overname door de Gereformeerde Gemeente Beekbergen verbouwd tot zalencentrum dat voor diverse kerkelijke activiteiten gebruikt kan worden. Met de naam "De Akker" wordt onder andere verwezen naar Ruth op de akker van Boaz, naar de gelijkenis van het zaad of naar de gelijkenis van de schat in de akker.